# Chrysochloroma malthaca
Chrysochloroma malthaca là một loài bướm đêm trong họ Geometridae.